# ケアネット
株式会社ケアネット（英: CareNet, Inc.）は、東京都千代田区九段南に本社を置き、医療関係者向けプラットフォームサービスの提供などを行う日本の企業。

## 概要
ケアネットは1996年に日本橋蛎殻町で設立された会社で、医療従事者向け医薬品情報サイトの運営などを行っている。2007年に東京証券取引所マザーズに上場。2020年には東京海上ホールディングスと資本業務提携を締結した。

## 沿革
- 1996年 東京都中央区日本橋蛎殻町に、株式会社ケアネットを設立。創業者は大野元泰、秦充洋、川西徹。東京都千代田区三番町に本社を移転[2]。
- 1997年 東京都新宿区矢来町に本社を移転[2]。
- 2000年 東京都港区南青山に、株式移転により親会社として株式会社ケアネット・インターナショナルを設立[2]。
- 2001年 東京都文京区本郷に本社を移転[2]。
- 2003年 株式会社ケアネット・インターナショナルを吸収合併[2]。
- 2007年 東京証券取引所マザーズに上場[2]。
- 2009年 葦の会と業務提携を締結。ケアネット・イノベーション投資事業有限責任組合と資本提携を締結[2]。
- 2010年 東京都千代田区九段南に本社を移転[2]。
- 2014年 マクロミルと合弁会社マクロミルケアネットを設立[2]。
- 2015年 WebMDと業務提携を締結[2]。
- 2018年 サンバイオと資本業務提携を締結[2]。
- 2020年 東京海上ホールディングスと資本業務提携を締結[2]。
- 2023年 東京証券取引所プライム市場へ市場変更。